# 小温滕海姆
小温滕海姆（德語：Klein-Winternheim）是德国莱茵兰-普法尔茨州的一个市镇，隶属于美因茨-宾根县。总面积5.51平方公里，截至2023年12月31日总人口为3,716人。

## 友好城市
- 法國 米宗